# Amos Barbot de Buzay
Pour les articles homonymes, voir Barbot.
Amos Barbot de Buzay, sieur de Montauzier, né le 9 novembre 1566 à La Rochelle et mort le 22 février 1625 à La Rochelle, est un magistrat et historien français, pair de La Rochelle, bailli du grand fief d'Aunis et député sous Henri IV. Il est célèbre pour avoir rédigé les Archives historiques de la Saintonge et de l'Aunis de 1199 à en 1575.

## Biographie
Amos Barbot est le fils de Jean Barbot, sieur du Treuil-Gras, maire de la Rochelle, et de Marie Rousseau.

## Sources
- Léopold Delayant, Historiens de La Rochelle, 1863